# Gabriel Montoya
Pour les articles homonymes, voir Montoya.
Gabriel Montoya, né le 20 octobre 1868 à Alès et mort le 7 octobre 1914 à Castres, est un docteur en médecine, interprète et parolier de nombreuses chansons.

## Biographie
Gabriel Montoya commence des études de médecine à Lyon, à l'époque où il rencontre Maurice Boukay également étudiant. Ils se lient d'amitié, fréquentent le Caveau Lyonnais et composent leurs premières chansons. Il quitte Lyon pour Paris, écrit des chansons, chante au caveau des Alpes-Dauphinoises puis au caveau de la Gauloise tenu par le chansonnier Georges Denola.
Parallèlement il achève ses études de médecine avec une thèse traitant Des Antitoxines et principalement de l'Antitoxine tétanique.
De 1892 à 1894 il s'embarque pour l'Amérique comme médecin  de la Compagnie générale transatlantique et visite les ports de la Tunisie, de l'Algérie, des Antilles et du Mexique. Il écrit des poésies relatant ses impressions de voyage :
À La Havane (1893)
Ici l'amour se vend comme le pain chez nous ;
Le commerce amoureux est un commerce honnête ;
Et les lois du pays couvrent le proxénète
Et gardent sa demeure avec un soin jaloux.
Nargue des cadenas, des verroux et des grilles ;
Ici la courtisane opère en liberté,
Et le garçon chez qui gronde la puberté
Ne se dérobe pas pour aller voir des filles.
Il descend dans la rue et n'a qu'à regarder :
Chaque porte à ses yeux découvre une vestale
Nullement inhumaine et moins encor fatale,
Et qui depuis longtemps n'a plus rien à garder.
Légèrement vêtue et de claires étoffes,
Elle semble figée en un long nonchaloir ;
Et sa pose onduleuse et souple fait valoir
La cambrure des reins, polis comme des strophes.
De retour, Gabriel Montoya est l'un des piliers du cabaret Le Chat noir à La Butte Montmartre à Paris.

Il enregistre en 1907 et 1908 une douzaine de chansons pour la firme phonographique AGPA (Association phonique des grands artistes), dont Les Veuves du Luxembourg  et Mimi (musique de Gaston Maquis).
De 1908 à 1914, il est le dernier directeur du Cabaret des Quat'z'Arts.
Il est inhumé au cimetière Saint-Roch de Castres.

## Chansons et poésies

### compositions musicales
- Crépuscule d'Amour, pour voix et piano - musique et poésie par Gabriel Montoya[7]
- Parfum troublant, pour voix et piano - musique et poésie par Gabriel Montoya[7]

### poésie met en musique par autre
- Petits poèmes. L'amour impossible,  musique de Edmond Missa, 1895, lire en ligne sur Gallica
- Ninon rêve ! musique de Émile Lassailly, 1909, lire en ligne sur Gallica
- Tu mettras dans tes cheveux...  musique de Maurice Petitjean, 1905, lire en ligne sur Gallica
- La bottine, musique de Edmond Missa, 1898, lire en ligne sur Gallica
- En fermant les yeux, .musique de Maurice Petitjean, 1909, lire en ligne sur Gallica
- La Mousmé, sur les motifs de la Mazurka japonaise de Louis Ganne, 1914, lire en ligne sur Gallica
- Extase. (Rêverie), musique de Louis Ganne, 1914, lire en ligne sur Gallica